# François Truffaut : Portraits volés
Pour plus de détails, voir Fiche technique et Distribution.
François Truffaut : Portraits volés est un documentaire français sur François Truffaut réalisé par Serge Toubiana et Michel Pascal sorti en 1993.

## Synopsis
Portrait de François Truffaut, à travers les témoignages de sa famille, d'amis, de cinéastes, d'acteurs et d'actrices, et d'extraits de ses films, ou de passages télé.

## Fiche technique
- Réalisation : Serge Toubiana, Michel Pascal
- Producteurs (exécutifs) : Bertrand van Effenterre, Catherine Siriez
- Directeurs de la photo : Maurice Fellous, Jean-Yves Le Mener, Michel Sourioux
- Date de sortie : 14 mai 1993
- Format : noir et blanc et couleurs

## Distribution
- Fanny Ardant : Elle-même
- Olivier Assayas : Lui-même
- Alexandre Astruc : Lui-même
- Jean Aurel : Lui-même
- Nathalie Baye : Elle-même
- Janine Bazin : Elle-même
- Marcel Berbert : Lui-même
- Claude Chabrol : Lui-même
- Yann Dedet : Lui-même
- Gérard Depardieu : Lui-même
- Albert Duchesne : Lui-même
- Claude de Givray : Lui-même
- Jean Gruault : Lui-même
- Annette Insdorf : Elle-même
- Robert Lachenay : Lui-même
- Monique Lucas : Elle-même
- Claude Miller : Lui-même
- Madeleine Morgenstern : Elle-même
- Marcel Ophuls : Lui-même
- Marie-France Pisier : Elle-même
- Jean-Louis Richard : Lui-même
- Éric Rohmer : Lui-même
- Liliane Siegel : Elle-même
- Bertrand Tavernier : Lui-même
- Éva Truffaut : Elle-même
- Laura Truffaut : Elle-même

## Autour du film
Les films de Truffaut dont certains extraits sont utilisés sont :
- Les Mistons
- Les Quatre Cents Coups
- La Peau douce
- Baisers volés
- L'Enfant sauvage
- La Chambre verte
- L'Amour en fuite
- La Femme d'à côté
- Les Deux Anglaises et le Continent
- L'Homme qui aimait les femmes
- Vivement dimanche !